# Epsilon-Viniferina
ε-Viniferin es un fenol de origen natural, que pertenece a la familia estilbenoides. Es un dímero de resveratrol.
Se encuentra en la planta Vitis vinifera vides, en los vinos, en la planta medicinal oriental Vitis coignetiae y en la corteza del tallo de Dryobalanops aromatica.

Cis-epsilon-viniferin se puede encontrar en Paeonia lactiflora.
Muestra actividad de inhibición de enzimas de citocromo P450 humano.

## Glucósidos
Diptoindonesina A es un C-glucósido de ε-viniferin.